# چیرکوندا
چیرکوندا (به انگلیسی: Chirkunda) یک منطقهٔ مسکونی در هند است که در بخش دهنبد واقع شده‌است. چیرکوندا ۶٫۲۶ کیلومتر مربع مساحت و ۴۵٬۵۰۸ نفر جمعیت دارد.